# Holtstamite
Il minerale holtstamite (simbolo IMA: Hts) è un nesosilicato molto raro del supergruppo del granato e del gruppo dell'henritermierite con la composizione idealizzata Ca3Al2(SiO4)2(OH)4.

## Etimologia e storia
L'holtstamite è stata descritta per la prima volta nel 2005 da Ulf Hålenius, Ulrich Häussermann e Hans Harrison. Il nuovo minerale è stato chiamato in onore del mineralogista svedese Dan Holtstam in riconoscimento del suo lavoro sui giacimenti di manganese del tipo Långban.

## Classificazione
La classificazione strutturale dell'Associazione Mineralogica Internazionale (IMA) colloca l'holtstamite nel supergruppo del granato, dove insieme all'henritermierite forma il gruppo dell'henritermierite con 8 cariche positive sulla posizione del reticolo tetraedrico-coordinato. Formalmente, anche la monteneveite appartiene a questo gruppo, anche se strutturalmente e chimicamente è più vicina ai minerali del gruppo della bitikleite.
Già nell'obsoleta, ma ancora in uso 8ª edizione della sistematica minerale secondo Strunz, l'holtstamite appartiene alla classe minerale dei "silicati e germanati" e lì al dipartimento dei "nesosilicati", dove veniva classificata insieme ad almandino, andradite, calderite, goldmanite, grossularia, henritermierite, hibschite, hydrougrandite, katoite, kimzeyite, knorringite, majorite, morimotoite, piropo, schorlomite, spessartina, uvarovite, wadalite e yamatoite (screditata, come identica alla momoiite) formano il "gruppo del granato" con il sistema nº VIII/A.08.
Anche la 9ª edizione della sistematica minerale di Strunz, in vigore dal 2001, classifica l'holtstamite nel dipartimento dei "nesosilicati". Questo viene ulteriormente suddiviso in base all'eventuale presenza di altri anioni e alla coordinazione dei cationi coinvolti, in modo che il minerale sia classificato in base alla sua composizione e struttura nella suddivisione "Nesosilicati senza anioni aggiuntivi; cationi in coordinazione [6] e/o maggiore" dove, insieme ad almandino, andradite, calderite, goldmanite, grossularia, henritermierite, katoite, kimzeyite, knorringite, majorite, momoiite, morimotoite, piropo, schorlomite, spessartina e uvarovite, c'è il "gruppo del granato" con il sistema nº 9.AD.25. Di questo gruppo facevano parte anche i composti granati blythite, hibschite, idroandradite e skiagite, che non sono più considerati minerali. La wadalite, a quel tempo ancora raggruppata tra i granati, si è dimostrata strutturalmente diversa ed è ora assegnata a un gruppo separato con la clormayenite e la fluormayenite. D'altra parte, i granati irinarassite, hutcheonite, kerimasite, toturite, menzerite-(Y) ed eringaite, che sono stati descritti dopo il 2001, sarebbero stati smistati nel gruppo dei granati.
Pure la classificazione dei minerali di Dana, che viene utilizzata principalmente nel mondo anglosassone, colloca l'holtstamite nella classe dei "silicati e germanati" e lì nella divisione dei "minerali nesosilicati". Qui è sola insieme a henritermierite nel gruppo del "Gruppo dei granati" con il sistema nº 51.04.04 all'interno della suddivisione "Nesosilicati: SiO4 gruppi solo con cationi in coordinazione [6] e/o maggiore".

## Chimica
L'holtstamite è l'analogo dell'alluminio dell'henritermierite e la composizione misurata dalla località tipo è {\displaystyle \mathrm {^{[X]}Ca_{3}\,^{[Y]}(Al_{0,96}Mn_{0,68}^{3+}Fe_{0,37}^{3+})\,^{[Z]}Si_{2}\Box O_{8}(OH)_{3,96}} }.
L'holtstamite forma una serie di cristalli misti con henritermierite secondo la reazione di scambio:
- {\displaystyle {\ce {^{[Y]}Al^{3+}= \,^{[Y]}Mn^{3+}}}}

e con un hydrogranato {\displaystyle {\ce {^{[Y]}Fe^{3+}}}} che non è stato ancora trovato come minerale separato:
- {\displaystyle {\ce {^{[Y]}Al^{3+}= \,^{[Y]}Fe^{3+}}}}

Il contenuto di silicio e OH varia a seconda della sostituzione:
- {\displaystyle {\ce {^{[Z]}Si^{4+}O_{4}=\,^{[Z]}\Box OH_{4}}}}

Mn3+ è uno ione con un forte effetto Jahn-Teller e predilige un ambiente distorto con anioni. Così, Mn3+ stabilizza la simmetria tetragonale contro la simmetria altrimenti cubica della struttura del granato. Pertanto, si presume che l'holtstamite priva di manganese non esista. Senza manganese, il composto {\displaystyle {\ce {Ca3Al2Si2\Box O8(OH)4}}} sarebbe probabilmente cubico e quindi un cristallo misto grossularia-katoite.

## Abito cristallino
L'holtstamite cristallizza con simmetria tetragonale nel gruppo spaziale I41/acd (gruppo nº 142) e i parametri reticolari a = 12,337 Å e c = 11,930 Å oltre a 8 unità di formula per cella unitaria.
La struttura è quella del granato, per cui in simmetria tetragonale le posizioni {\displaystyle {\ce {X}}} e {\displaystyle {\ce {Z}}} sono divise in due posizioni cristallograficamente distinte. Il calcio (Ca2+) occupa le due posizioni {\displaystyle {\ce {X}}} dodecaedriche circondate da 8 ossigeni, l'alluminio (Al3+) occupa la posizione {\displaystyle {\ce {Y}}} ottaedrica circondata da 6 ossigeni e le posizioni Z tetraedriche circondate da 4 ossigeni sono occupate da 2/3 di silicio (Si4+).

## Origine e giacitura
L'holtstamite è stata finora rilevata solo nella sua località tipo, la miniera di Wessels vicino a Hotazel nel giacimento di manganese del Kalahari nella provincia del Capo Settentrionale, in Sud Africa. Si è formato qui in incrostazioni di calcosilicato durante la metasomatosi dei calcari da soluzioni idrotermali ricche di manganese e si presenta insieme a vesuvianite ricca di manganese, calcite e henritermierite.

## Forma in cui si presenta in natura
I cristalli tondeggianti e trasparenti sono di colore giallo-brunastro, zonati con nuclei ricchi di manganese e raggiungono una dimensione di pochi millimetri. I cristalli sono spesso gemellati con habitus ottaedrico.